# Nesozineus propinquus
Nesozineus propinquus là một loài bọ cánh cứng trong họ Cerambycidae.